# Сан-Педру-ду-Турву
Сан-Педру-ду-Турву (порт. São Pedro do Turvo) — муниципалитет в Бразилии, входит в штат Сан-Паулу. Составная часть мезорегиона Ассис. Входит в экономико-статистический микрорегион Ориньюс. Население составляет 7017 человек на 2006 год. Занимает площадь 731,016 км². Плотность населения — 9,6 чел./км².

## История
Город основан 29 мая 1889 года.

## Статистика
- Валовой внутренний продукт на 2003 составляет 81.143.226,00 реалов (данные: Бразильский институт географии и статистики).
- Валовой внутренний продукт на душу населения на 2003 составляет 11.661,86 реалов (данные: Бразильский институт географии и статистики).
- Индекс развития человеческого потенциала на 2000 составляет 0,756 (данные: Программа развития ООН).